# 豊橋バスターミナル
豊橋バスターミナル（とよはしバスターミナル）は、愛知県豊橋市駅前大通に2006年（平成18年）9月30日まで存在していたバスターミナルである。

## 施設概要
正式な施設名称は『豊橋市バスターミナル』で、豊橋市狭間児童公園の真下（地下）にある。第3セクター「株式会社豊橋バスターミナル」により管理・運営され、1969年の開業時は豊橋鉄道（現・豊鉄バス）の一般路線バス・名古屋鉄道（現・名鉄バス）の一般路線バス・遠州鉄道の一般路線バス（遠鉄バス）が、2006年の廃止時には豊鉄バスならびに豊橋中部国際空港線の共同運行事業者として知多乗合の空港リムジンバス（知多バス）が乗り入れていた。豊橋グランドホテル等が入る名豊ビル地下1階との連絡通路があった。
乗り入れるバスは名豊ビルの真横にある導入路（地下へのスロープ）にて入場し、回廊上を時計回りに進行。その回廊上に乗降場が5箇所設けられており、各乗降箇所にバスが停車した。
施設の中央にバスの待機スペースが設けられていた。
路線バス乗降客は前述の名豊ビル地下1階連絡通路のほか、狭間児童公園の周辺に設けられている3箇所の出入り口より出入りが可能であった（施設廃止後はこれらの出入り口は全て封鎖された）。
廃止後約1ヶ月ほどは待避線的な存在として施設に路線バスが出入りすることがあった（その際は回送扱い）。しかし1960年代前半に建設された施設ということもあり、アスベスト撤去工事が開始されると同時に完全に閉鎖（2006年12月）。以後は柳生橋駅付近にバス待機所が設けられている。
名豊ビルの月極駐車場として営業していたが、2017年3月31日付にて駐車場の営業も終了した。
豊橋駅周辺の路線バスターミナルには豊橋駅東口の豊橋駅前バスターミナルや豊橋駅西口の西駅前バス停も存在。路線によってはバスターミナル周辺を経由しない路線もあった。

## 沿革
豊橋駅周辺に点在していたバス停の1箇所集中化による鉄道との乗継利便性向上などを目的に、昭和40年代初頭より『豊橋市バスターミナル条例』の制定や第3セクター会社の設立を経て、建設が進められた。
- 1969年（昭和44年） - 開業[1]。当時は豊橋鉄道・名古屋鉄道・遠州鉄道の3社により、22路線が乗り入れた[1]。当時の乗り入れ回数は322回/日、利用者総数は7845人[1]。
- 1986年（昭和61年） - 遠州鉄道がバス路線乗り入れを撤退[1]。
- 1990年（平成02年） - 名古屋鉄道がバス路線乗り入れを撤退[1]（後に豊橋名古屋空港（現・県営名古屋飛行場）線の共同運行会社として2005年まで乗り入れていた）。
- 1996年（平成08年） - 豊橋駅前にバスターミナルが整備され、大幅に乗り入れ回数が減る。
- 2005年（平成17年） - 豊橋中部国際空港線の共同運行会社として知多乗合が乗り入れ開始。
- 2006年（平成18年） - 廃止直前には8路線・120回/日にまで減便、利用者総数は400人前後だった。
- 2006年（平成18年） - 豊橋鉄道より乗り入れ廃止の申し出を受け[1]、9月30日付をもって廃止された。豊橋市は9月議会で『豊橋市バスターミナル条例』の廃止を決め、バスターミナル管理会社も解散の運びとなった。
- 2006年（平成18年） - アスベスト撤去工事ののち、名豊ビルの月極駐車場として営業。
- 2017年（平成29年） - 3月31日、名豊ビル月極駐車場としての営業を終了。同年4月30日に名豊ビル閉鎖。
- 2018年（平成30年） - 駅前大通2丁目再開発事業に伴い、名豊ビル・名豊はざまビル・狭間児童公園とともに解体工事着手。

## 最末期に乗り入れていた路線
1番のりば
- 豊川線（豊川体育館前・豊川駅前方面）・新豊線（東名豊川・新城車庫前・本長篠駅前・鳳来寺山頂方面）

2番のりば
- 富岡線（和田辻東・富岡・新城車庫前（現・八束穂…新城IC方面）
- 金沢線（和田辻・金沢・江島下方面）
- 嵩山線（和田辻・嵩山方面）

3番のりば
- 最末期には未使用だった（かつては西口方面行のバスがこの乗り場に乗り入れていた）。

4番のりば
- 卸団地線（吉川・総合卸団地方面）
- 豊橋空港線 中部国際空港行（豊橋鉄道・知多乗合との共同運行）早朝・夜間は植田車庫前発着となり、乗り入れない。

5番のりば
- 豊橋市民病院線（豊橋市民病院・総合卸団地・総合スポーツ公園方面）

※ 施設廃止後は、乗り入れていた全路線が豊橋駅バスセンター発着となり、一部の路線では路線名や経路も大幅に変更となった。